# Justin Ripassa
Raymond Justin Rhandy Ripassa, bekend als Justin Ripassa (Emmen, 18 september 1999), is een Nederlandse singer-songwriter en acteur.
In januari 2019 bracht Ripassa zijn eerste single Another Friend uit. De provincie Drenthe verleende voor het uitbrengen van deze single een subsidie. Ripassa verscheen begin 2019 in een aflevering van SoundCHECK! van Podium.TV. Ripassa werkt ook mee aan de realisatie van een poppodium in de gemeente Emmen. In augustus 2019 bracht Ripassa zijn tweede single Passing By uit. De eerste single werd uitgereikt aan de commissaris van de Koning Jetta Klijnsma van de provincie Drenthe. In februari 2022 was hij te zien in een reclame van Samsung. Een maand later trad hij op tijdens het Noordelijk Herdenkingsconcert. In april van hetzelfde jaar bracht hij de single Lost Generation uit.

## Privéleven
Ripassa heeft een chronische lever- en nierziekte, mede hierdoor is Ripassa begonnen met muziek maken.

## Discografie
- 2022 - Lost Generation
- 2021 - Over You
- 2020 - Coming Home
- 2019 - Passing By
- 2019 - Another Friend